# Luftangriffe auf Naumburg (Saale)
Die Stadt Naumburg (Saale) wurde im Zweiten Weltkrieg im August 1944 und im April 1945 von der amerikanischen Luftwaffe angegriffen. Am 16. August 1944 warfen 15 B-17 „Flying Fortress“ der 8th Air Force 31 Tonnen Sprengbomben auf das Heereszeugamt und Wohngebäude. Acht Zivilisten starben. Vom 9. bis 11. April 1945 griffen insgesamt etwa 225 taktische Bomber/Kampfflugzeuge der 9th Air Force das Heereszeugamt und die Wohnstadt an. Sie warfen etwa 392 Tonnen Bomben und zerstörten oder beschädigten 700 Gebäude. Die Zahl der zivilen Todesopfer lag offiziell bei etwa 200 Deutschen und über 200 Ausländern. Es werden jedoch auch wesentlich höhere Verluste angegeben. Sie sollen zum großen Teil durch begleitende Tiefflieger verursacht worden sein.

## Naumburg im Frühjahr 1945
Die Einwohnerzahl der mitteldeutschen Stadt Naumburg an der Saale hatte durch Luftkriegsevakuierte, KLV-Lager, Kriegsgefangene, Zwangsarbeiter und angeworbene ausländische Arbeitskräfte, dann durch Heimatvertriebene aus den Ostgebieten erheblich zugenommen: von 36.000 im Jahre 1939 auf geschätzt 55.000 im Frühjahr 1945. Hingegen befanden sich in der Garnisonsstadt mit vielen Kasernen nur noch wenige Soldaten. Es handelte sich um Angehörige der Standortkompanie, Nachkommandos von Ersatz- und Ausbildungseinheiten und die Soldaten und Beamten der Behörden und Einrichtungen der Wehrmacht. Unter diesen waren wichtig das Heeresverpflegungsamt (an der Grochlitzer Straße) und das Heereszeugamt (an der Kroppentalstraße). Die meisten Soldaten (8.000) befanden sich als Verwundete und Genesende in den Naumburger Krankenhäusern und Reservelazaretten, so in der Marien- und der Walter-Flex-Schule. Diese waren, wie in allen Städten, mit großen und weithin erkennbaren Rotkreuzzeichen auf den Dächern gekennzeichnet.

## Luftschutz
In der Stadt gab es die üblichen, zu Luftschutzräumen ausgebauten Keller unter den Wohngebäuden. Über Schutzräume verfügten die Betriebe, die Verwaltungs- und militärischen Einrichtungen. Besondere Luftschutzräume gab es am Hauptbahnhof, am Oberlandesgericht, in den unterirdischen Gewölben am Marientor, am Gesellschaftshaus „Zur Erholung“, Bunker am Klingerberg, am „Auenblick“ im Spechsart, beim Winterhilfswerk am Lindenring, in dem ausgebauten Höhlen-System unter dem Zuckerberg und am „Alten Felsenkeller“. Hochbunker gab es in Naumburg nicht.
Im Naumburger Dom wurden als Schutz gegen Druckwellen und Bombensplitter Mauern eingezogen, besonders um die Stifterfiguren. Die wertvollen Glasfenster wurden herausgenommen und eingelagert.

## Die Luftangriffe

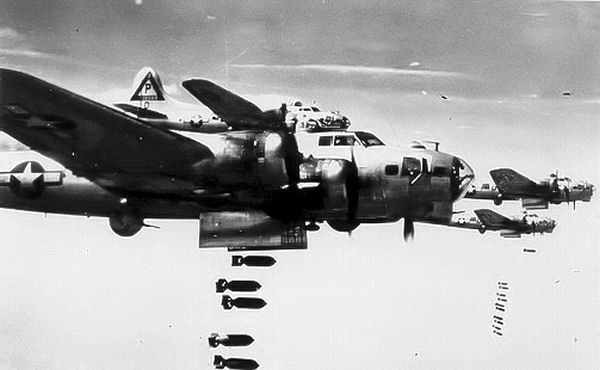
B-17 „Flying Fortress“ beim Bombenwurf

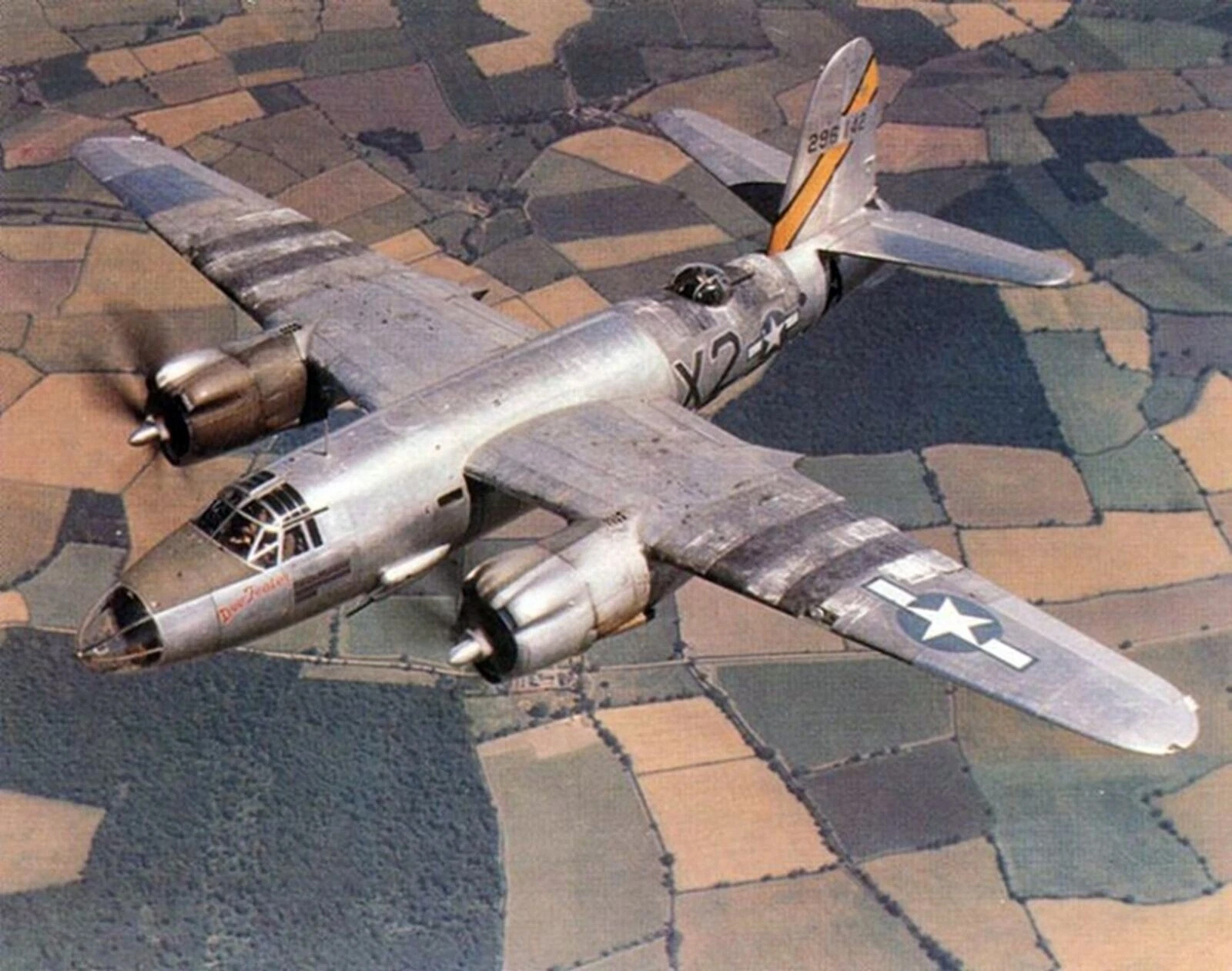
Mittelschwerer US-Bomber Martin B-26 „Marauder“

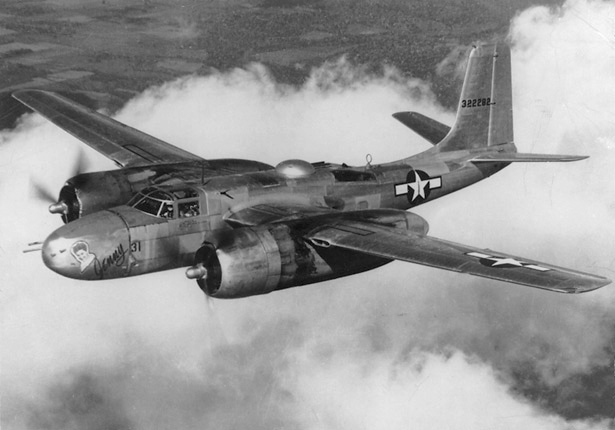
Leichter US-Bomber Douglas A-26 „Invader“

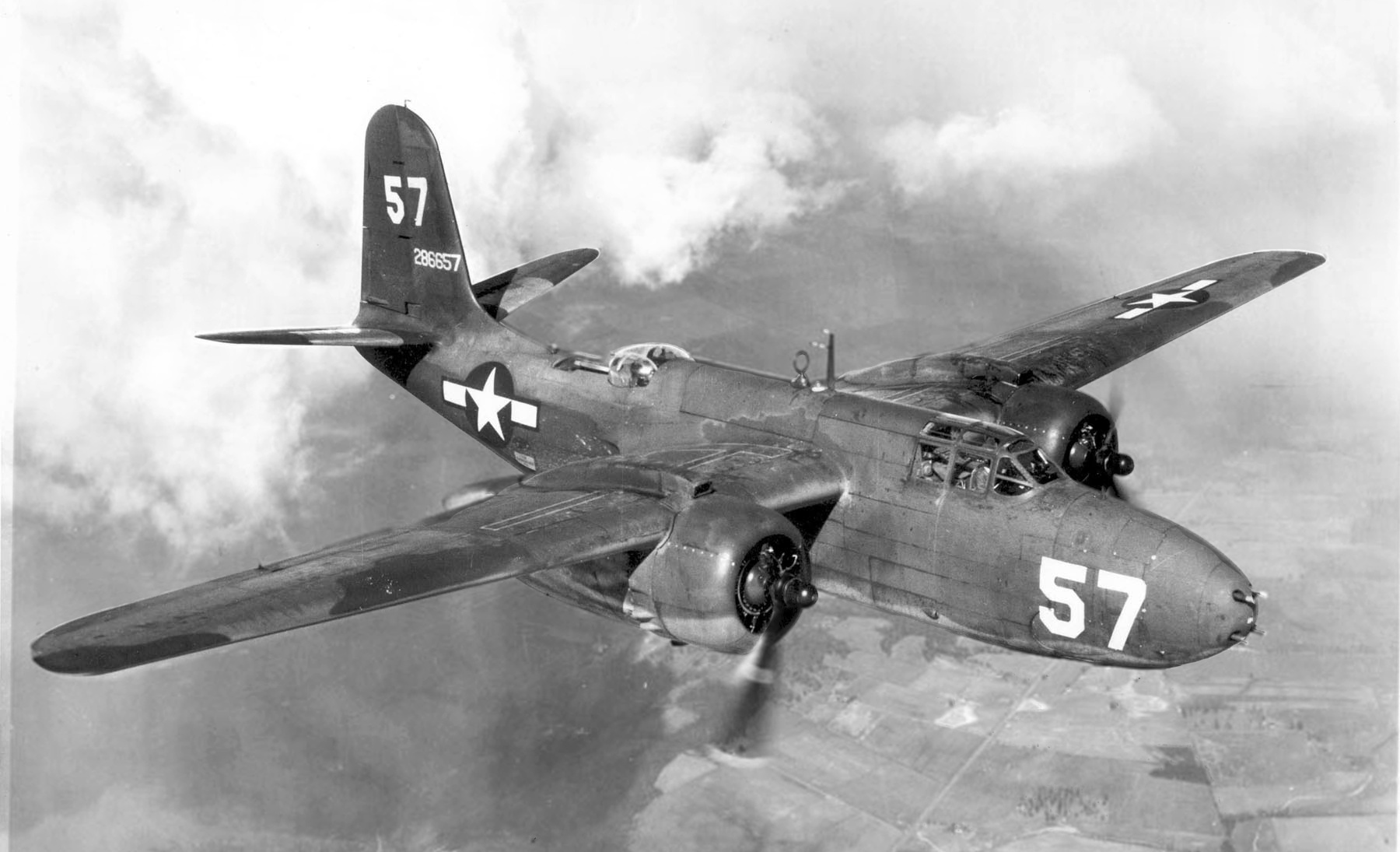
Leichter US-Bomber Douglas A-20 „Havoc“

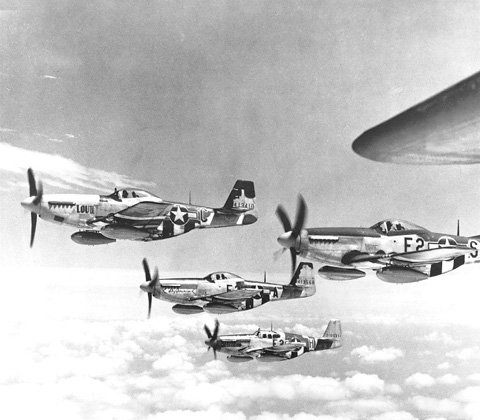
Langstreckenbegleitjäger des Typs North American P-51 „Mustang“

- 16. August 1944: Bei einem Tagesangriff der 8th Air Force wurden durch 15 B-17 „Flying Fortress“ auf Naumburg 31 Tonnen Sprengbomben abgeworfen.[3] Das angegebene Ziel, das Heereszeugamt, wurde leicht getroffen und brannte. Im Kroppental hagelte es Bomben, die Burgstraße wurde schwer getroffen. Hier wurden Wohnhäuser zerstört, und acht Zivilisten (davon sechs Frauen/Mädchen) kamen ums Leben. Die meisten Bewohner der Gegend hatten in den weitläufigen Kellern des „Felsenkellers“ Schutz gefunden.[4][5]

Die im Folgenden geschilderten Tagesangriffe der taktischen 9th Air Force erfolgten mit mittelschweren und leichten Bombern/Kampfflugzeugen von Basen in Nordfrankreich, Belgien und den Niederlanden aus. Sie wurden flankiert von gleichzeitigen und folgenden Tieffliegerangriffen.
- 9. April 1945: In drei Wellen steuerten 134 Bomber vom Typ Martin B-26 „Marauder“ („Plünderer“) der 98th und 99th Bombardment Wing ihr Erstziel Naumburg an der Saale an. Über der Stadt lag dichte Bewölkung mit entsprechender Sichtbehinderung. Alle Maschinen hatten Sprengbomben geladen.

1. Welle: von 41 Bombern der 323rd Bombardment Group, die in drei Staffeln anflogen, gelang es nur zwei Staffeln (also 27 oder 28 Maschinen) ihre etwa 225 250-kg-Bomben zwischen 11:53 und 12:03 Uhr über der Stadt abzuwerfen. Die Bomben der 3. Staffel gingen in einem Gebiet zwischen Reichsautobahn und Bad Klosterlausnitz nieder, ohne Schaden anzurichten.
2. Welle: 5 der 41 Bomber konnten ab 13:08 ihre Bombenlast über Naumburg abwerfen, die restlichen 36 luden ihre Bomben über Zweitzielen ab: Neustadt an der Orla, Hermsdorf und Eisenberg.
3. Welle: 52 Bomber der 322nd Bombardment Group griffen die Stadt zwischen 15:45 und 15:59 Uhr mit 106 Sprengbomben zu 500 kg und 200 Sprengbomben zu 250 kg an. Als Hauptziele waren Heereszeugamt und Heeresverpflegungsamt angegeben. Der Himmel war immer noch bewölkt, dazu kam die Feuer- und Rauchentwicklung durch die Bombenwürfe. „So wählten die Bombenschützen markante Punkte in der Stadt als Zielpunkte“, laut US-Report: „Bombeneinschläge im bebauten Stadtgebiet, im Stadtzentrum, auf Straßen, Kreuzungen und Häusern“. Betroffen waren: Gartenstraße, Städtischer St. Wenzel-Friedhof, Gutenbergstraße, Marienstraße, Salzstraße (Hof der ehemaligen Posthalterei, Sparkassengebäude), Neustraße, Salzgasse (Polizeigebäude), Neugasse, Topfmarkt, die Stadtkirche St. Wenzel (Dach, Westwand, Hildebrandt-Orgel) und ihre Umgebung, die „Münze“, Medler Straße, der Alte Stadtfriedhof, Im Weichaugrund, Schönburger Straße. Einige Bomben fielen auf das Gelände des Heeresverpflegungsamts an der Grochlitzer Straße: ohne größere Schäden. „Nur die wenigsten Bomben haben das Heereszeugamt am Panzerplatz getroffen“. Es gab in der Stadt erhebliche Sachschäden und Todesopfer. Eine Stunde später attackierten Jagdbomber Gleisanlagen des Bahnhofs. Nach dem Bombardement griffen Tiefflieger Personen im Stadtgebiet an.
- 10. April 1945: Es gab Bombenwürfe im Bereich des Neuen Friedhofs an der Weißenfelser Straße (Friedhofskapelle getroffen) und später Jagdbomber-Attacken auf den Bahnhof mit erheblichen Gleisschäden.

- 11. April 1945: Die Angriffe wurden von leichten und mittleren Bombern der 97th und 99th Bombardment Wing ausgeführt. Als Hauptziel wurde wieder das Heereszeugamt angegeben.

1. Welle: 41 Douglas A-26 „Invader“ („Eindringling“) der 386th Bombardment Group der 99th Bombardment Wing luden von 10:12 Uhr bis 10:49 Uhr ihre 246 Sprengbomben zu je 250 kg ab. Bezüglich der Sichtverhältnisse gibt es verschiedene Angaben. Möller schreibt von Bodennebel, von Belau zitierte Zeugen von klarem Wetter. Schon die ersten Explosionen verursachten erhebliche Rauchwolken. „So landet ein Großteil der Bomben im Bereich der Straßen der Umgebung (von Heereszeugamt und Heeresverpflegungsamt) und in den Feldern östlich des Ziels“. Im Areal Grochlitzer Gries, Gerberbach, Am Gerberstein und Erbsenweg gab es massive Tieffliegerangriffe auf flüchtende Zivilisten.
2. Welle: 36 Bomber vom Typ A-26 „Invader“ der 391st Bombardment Group der 99th Bombardment Division sollten das Heereszeugamt in Naumburg angreifen. „Der Himmel über dem Ziel war durch dichte Rauchwolken verhüllt“. Die Masse der Bomber (wohl 24) warf ab 10:52 Uhr ihre 500-kg-Sprengbomben über der Stadt ab. Aber zwei Staffeln suchten sich nach mehreren vergeblichen Anflügen andere Ziele: Stöntzsch bei Pegau, wo 24 Bomben ins freie Feld fielen; und als Gelegenheitsziel die Kleinstadt Querfurt, wo 6 Invader ein Wohngebiet bombardierten (24 Tote).
3. Welle: 38 Kampfflugzeuge vom Typ Douglas A-20 „Havoc“ („Verwüster“) der 410th Bombardment Group der 97th Bombardment Wing werfen von 11:15 bis 11:25 Uhr 224 Sprengbomben zu 250 kg auf das Heereszeugamt, den größten Teil aber auf bebautes Gebiet in dessen Umgebung.
4. Welle: 38 A-26 „Invader“ der 409th Bombardment Group des 97th Bombardment Wing warfen von 11:41 bis 11:45 Uhr 278 Stück 250-kg-Bomben des Typs M-17 ab, die Stabbrandsätze enthielten. Sie sollten in den durch Sprengbomben aufgerissenen Bereichen einen Großbrand auslösen, der die Bergungsarbeiten behindern und die verbliebene Infrastruktur zerstören sollte. Ein Großteil der Brandbomben landete jedoch in Feldern nördlich, südlich und südwestlich des Ziels. Aber auch bebautes Gebiet war erheblich betroffen, und „für die Stadt hat der Angriff verheerende Folgen“. Nach Belau wurden getroffen: im Heereszeugamt die Blöcke 3, 4, 5, ein Zwangsarbeiterlager, im Heeresverpflegungsamt zwei Silos, Schönburger Straße (Altersheim), Fischstraße, Burgstraße, Kanonierstraße, Hindenburg-/Sedan-Straße (August-Bebel-Straße), Friedhof Weißenfelser Straße (Kapelle, Krematorium), Kroppentalstraße, Linsenberg bis Erbsenweg, Gartenstraße, Alter Friedhof, Medlerstraße. „Das Ziel des Bombenangriffs, die Zerstörung des Heereszeugamts, wird trotz der abgeworfenen Bombenmenge nicht erreicht. Auch diesmal sind die meisten Opfer unter der Zivilbevölkerung zu beklagen“. „Die Anzahl der Opfer dieses Tages ist so groß, dass die Särge nicht mehr reichen.“ (Zeitzeugin). Nach Augenzeugenberichten war ein großer Teil der Todesopfer durch Tieffliegerangriffe mit Bordwaffen auf flüchtende Menschen bedingt: besonders im Areal Grochlitzer Gries, Gerberbach, Am Gerberstein und Erbsenweg, auf dem Weg zum Bunker Zuckerberg. Der Hang oberhalb des Gerberbachs sei voller Toter gewesen.
Wegen „Panzeralarms“ blieb die Bevölkerung in der Nacht vom 11. zum 12. April in den Luftschutzräumen. Am 12. April 1945 um 11:00 Uhr rückten US-Panzertruppen ohne auf Widerstand zu treffen in Naumburg ein. Die Stadt wurde vom Oberbürgermeister Bruno Radwitz persönlich übergeben. Die US-Armee richtete das „Kriegsgefangenenlager Naumburg“ ein, in dem bis zu 35.000 Gefangene zum Teil unter freiem Himmel kampierten. Zum Entschärfen von Bomben auf dem schwer getroffenen Friedhof an der Weißenfelser Straße zog man auch „namhafte Nationalsozialisten“ heran.

## Materielle Schäden
Vom 9. bis 11. April 1945 wurden bei den Luftangriffen 700 Gebäude in Naumburg beschädigt, 512 Wohnungen zerstört. Getroffen wurden zahlreiche Wohn- und Geschäftshäuser, aber nicht die stattlichen Patrizierhäuser in der Altstadt. Die Stadtkirche St. Wenzel erlitt erhebliche Beschädigungen, der Dom und andere bedeutende Kulturbauten blieben verschont. Die großen Anlagen des Heereszeugamts und Heeresverpflegungsamts wurden beschädigt, aber nicht zerstört. Die anderen militärischen Einrichtungen in der Stadt wurden nicht angegriffen. Belau: „Die bombardierte militärische Fläche war deutlich kleiner, als die getroffenen zivilen Areale der Stadt“. Strom- und Wasserversorgung fielen teilweise durch die Bombardierungen aus. Einen Eindruck von den Zerstörungen in der Innenstadt erhält man bspw. durch eine Zeichnung von Detlef Belau (nach einem Gemälde von Erich Menzel): Blick von der Neustraße in Richtung St. Wenzel.

## Todesopfer und Begräbnisstätten

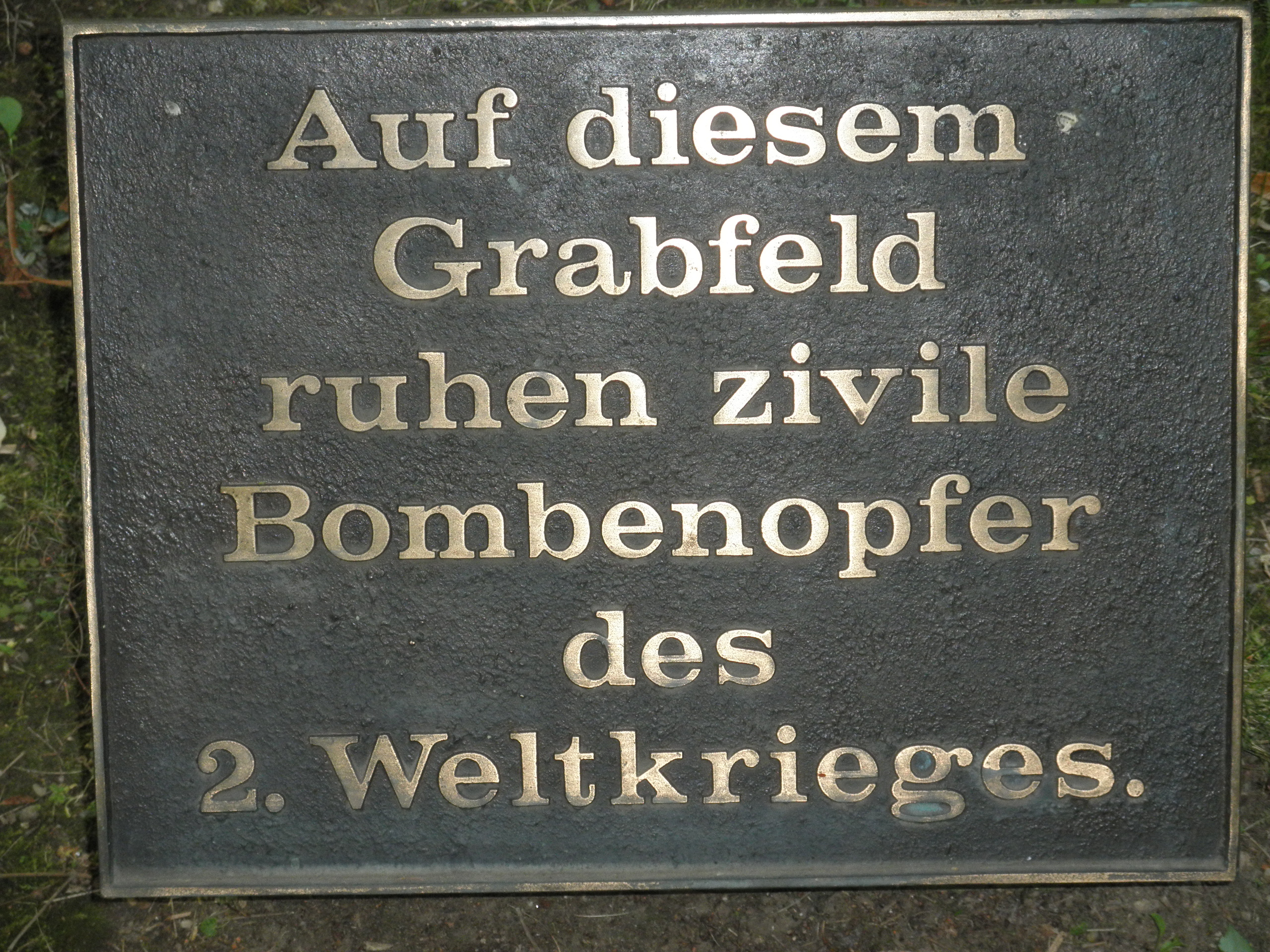
Bombenopfer von 1945 auf Friedhof Naumburg

Eine ausführliche Zusammenstellung und Wertung der Quellen findet sich bei Detlef Belau. 200 deutsche und über 200 ausländische Todesopfer (Kriegsgefangene, Zwangsarbeiter), zusammen über 400 Tote müssen als sicher gelten. Es werden von Zeitzeugen aber auch wesentlich höhere Zahlen genannt, bis 1.500. Zu den meisten Opfern kam es am 11. April, am darauffolgenden Tag wurde Naumburg besetzt. Die Stadtverwaltung war mit der Sicherung der fundamentalen Lebensgrundlagen (Wasser, Energie, Lebensmittel) der Bewohner der schwer getroffenen Stadt als „pyramidale Aufgabe“ beschäftigt. So kann von einer auch nur annähernd vollständigen Registrierung der Toten, wie in Friedenszeiten, nicht ausgegangen werden. Auf dem Friedhof an der Weißenfelser Straße gibt es einen „Ehrenhain für Fliegeropfer“ mit 123 dort bestatteten Toten. Nur diese sind auch im Stadtarchiv registriert. Die früher vorhandenen Reihengräber wurden eingeebnet. Man findet jetzt (2016) am Rande der Rasenfläche (900 m²) einen schlichten Gedenkstein (von 1994) mit der Inschrift: „Auf diesem Grabfeld ruhen zivile Bombenopfer des Zweiten Weltkriegs“. Es gibt Zeitzeugenberichte, nach denen ein Teil der Toten vom 11. April nicht auf dem Friedhof, sondern an einem anderen Ort der Stadt beerdigt wurde. Auch fand man noch 1951 bei Aufräumungsarbeiten Bombentote. Die bei den Luftangriffen gefallenen deutschen Militärangehörigen dürften sich auf den großen Grabfeldern mit Soldaten des Zweiten Weltkriegs auf dem Friedhof befinden. Diese stammen aber zum größten Teil aus den Lazaretten der Stadt und dem großen Kriegsgefangenenlager von Naumburg, das die Amerikaner in/bei Naumburg eingerichtet hatten. Für die ausländischen Bombentoten gibt es kein als solches ausgewiesenes Grabfeld.